# Rhyacophila arcella
Rhyacophila arcella là một loài Trichoptera trong họ Rhyacophilidae. Chúng phân bố ở miền Tân bắc.